# La Plagne Tarentaise
La Plagne Tarentaise is een gemeente in het Franse departement Savoie. La Plagne Tarentaise is op 1 oktober 2016 ontstaan door de fusie van de gemeenten Bellentre, La Côte-d'Aime, Mâcot-la-Plagne en Valezan en heeft zijn hoofdplaats in Mâcot. De naam is een verwijzing naar het skigebied La Plagne, dat grotendeels op zijn grondgebied ligt, en naar de vallei Tarentaise. De nieuwe gemeente telde op 1 januari 2022 3.825 inwoners. Ze reikt van de Pointe de Presset in het Beaufortainmassief in het noorden over de Tarentaisevallei tot de Roche de Mio in het Vanoisemassief in het zuiden.

## Geografie
De oppervlakte van La Plagne Tarentaise bedroeg op 1 januari 2022 96,07 vierkante kilometer; de bevolkingsdichtheid was toen 39,8 inwoners per km².

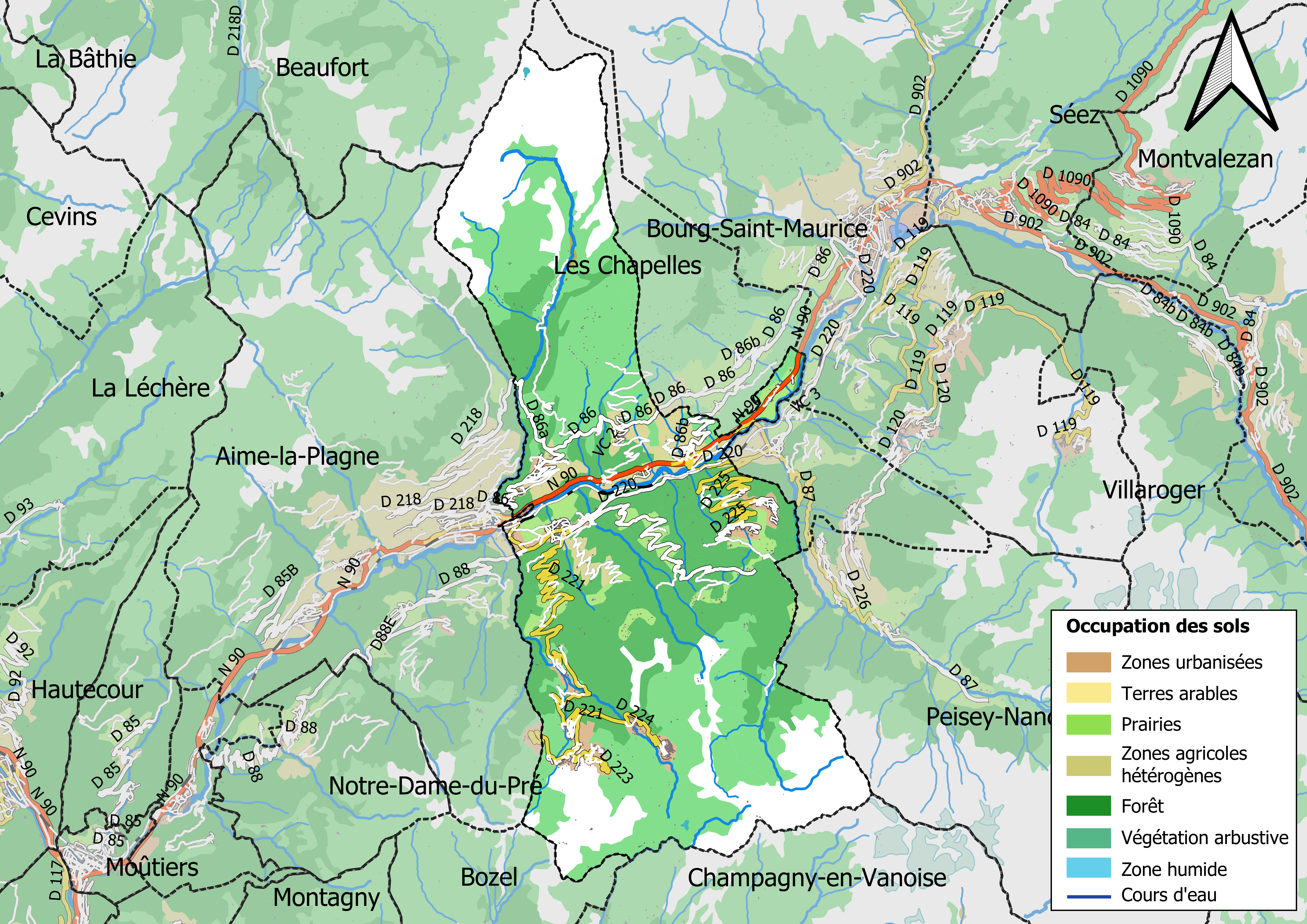
Kaart van de gemeente met de belangrijkste infrastructuur, bodemgebruik en omliggende gemeenten